# 阿奇里斯與帕特羅克洛斯
阿奇里斯與帕特羅克洛斯之間的關係是特洛伊戰爭相關神話的關鍵要素，無論是在古典時期或現代，它確切的本質一直是個爭議。在伊里亞德(Iliad)中，荷馬明顯的描述這兩位英雄有深刻且極其深厚的友誼，但在浪漫與性成分的跡象上仍有疑義。從古至今的評論家們都試圖藉由他們的文化角度來解釋這段關係，例如：在西元前五世紀的雅典這段關係普遍地被解讀為少年愛。當代的讀者更可能將這兩位英雄詮釋為無關乎性的戰鬥伙伴，或是角色平等的同性戀伴侶。
古代地中海世界對性別與性行為相較那些21世紀北美及歐洲的論點有極不同的態度，即使男人間被證實存在有性關係，也沒有同性戀說法或概念。另外，許多已知的古希臘性愛習俗與看法根據於荷馬史詩創作至少兩百年後的作家與藝術家，但沒有人知道這些習俗與看法與荷馬史詩原先吟唱的有多少改變，以及這些後來的作家與藝術家是在何時紀錄他們的作品，可以肯定的是，荷馬並沒有明指但也沒有用其他字眼來排除兩人是少年愛。

## 荷馬史詩
在敘事詩伊里亞德(Iliad)中，帕特羅克洛斯之死是阿奇里斯復仇的主要動機，詩的主體。儘管荷馬並沒有鉅細靡遺地詳述這段關係，它強化了阿奇里斯的行動。阿奇里斯最強大的人際聯繫是與帕特羅克洛斯之間的，那是他所深愛的人。Gregory Nagy(哈佛大學古典文學教授)指出，
對阿奇里斯而言…他在整部伊里亞德作品中的感情層級次序上，最高的一级必定屬於帕特羅克洛斯…事實上帕特羅克洛斯對於阿奇里斯是…“最phílos的Hetaîros”(XVII 411, 655)。
(Hetaîros意指夥伴或伴侶；在荷馬的著作中通常被用在同一指揮官下的士兵。 phílos指的是广义的喜爱，可以用于家人之爱、朋友之爱、对某项活动的渴望，也用于形容恋人之爱。)
阿奇里斯對帕特羅克洛斯是溫柔的，對待其他人卻是冷酷無情又傲慢。儘管多數的戰士是為了個人名譽或城邦(包括阿奇里斯)而戰，在伊里亞德中的重要關頭，阿奇里斯著重於他與帕特羅克洛斯的關係凌駕於其他之上。他幻想所有的希臘人都將會死，如此一來他和帕特羅克洛斯能獲得獨自征服特洛伊城的名聲。在帕特羅克洛斯死後，阿奇里斯痛苦地碰觸他死去的身軀，將骨灰塗抹在自己身上，絕食。他哀悼帕特羅克洛斯之死所用的語言風格與Andromache(赫克特之妻)後來用在赫克特的非常相像。阿奇里斯帶著唯一目的，向赫克特－殺死帕特羅克洛斯的兇手－復仇，重回戰場，即使眾神已警告過他將會賠上自己的性命。
在牛津古典詞典中，David M. Halperin編寫，
可以確定的是，荷馬並未將阿基里斯及帕特羅克洛斯描寫為情人（儘管某些古代雅典人認為他在含蓄地暗示(埃斯庫羅斯斷片135,136 Radt；柏拉圖饗宴 179e-180b；伊斯金尼斯控告提馬克斯 133,141-50)），但他也未排除這樣的詮釋。

## 對古代文獻的古典與後古典觀點
在公元前5世紀和4世紀，在埃斯庫羅斯，柏拉圖，品達和埃斯金斯的作品中，這種關係被描繪成同性戀。
在雅典，這種關係經常被視為愛或少年愛，在希臘，少年愛習俗是一種，同性成員（通常是男性）之間，政治上，教育上，以及有時涉及性的關係。 它的理想結構包括較年长的愛者(erastes）和年輕的被愛者（eromenos）。伴侶之間的年齡差異及其各自的角色（主動或被動）被認為是一個關鍵特徵。那些承認阿基里斯和帕特洛克羅斯之間有著密切關係的作家，如柏拉圖和埃斯庫羅斯，後來便面臨著一個問題，即決定是誰扮演愛者的角色。
埃斯庫羅斯，在他寫的Myrmidons（公元前5世紀）悲劇中，賦予阿基里斯愛者或保護者的角色，（因為他決定為他的愛人報仇，即使眾神告訴他這會讓他失去自己的生命）並安排給帕特羅克勒斯被爱者的角色。阿基里斯公開哀悼帕特洛克羅斯的死，和他的屍體談話並指責他讓自己被殺。在戲劇倖存的片段中，阿基里斯稱帕特洛克勒斯的大腿為“虔誠的伙伴”並抱怨帕特洛克羅斯如何“對許多親吻都不感恩”。 
品達在奧林匹克（公元前476年）中，將青少年拳擊手Hagesidamus和他的教練Ilas與帕特洛克羅斯和阿基里斯相类比。表明學生和教練有浪漫關係，尤其是在埃斯庫羅斯在其戲劇“Myrmidons”中將阿基里斯和帕特洛克羅斯描繪成情人之後。 
在柏拉圖寫於公元前385年的《会饮篇》上，演講者Phaedrus將阿基里斯和帕特洛克羅斯作為被神所認可的愛人的例子。 Phaedrus認為埃斯庫羅斯聲稱阿基里斯是愛者的觀點是錯誤的，因為阿基里斯比帕特洛克羅斯更加美麗和年輕（被爱者的特徵），卻又在戰鬥中更加高尚和富有技巧（愛者的特徵）。 相反，Phaedrus認為阿基里斯是被爱者，他对于他的愛者帕特洛克勒斯的崇敬和爱意如此深刻，以至于他願意為帕特洛克勒斯報仇而死。
柏拉圖同期作家色諾芬，在其作品《会饮篇》中，借蘇格拉底之口主张，阿基里斯和帕特洛克勒斯只是貞潔和忠誠的朋友。 色諾芬引用了傳說中的友誼作為例子，例如俄瑞斯忒斯和皮拉得斯，他們以共同的成就而不是任何色情關係而聞名。  值得注意的是，在色諾芬的会饮篇中，主持人Kallias和年輕的搏擊勝利者Autolycos被稱為愛者和被爱者。
雅典政治家Aeschines在公元前345年對他的審判中提供了有關這場辯論的進一步依據。 Aeschines強調了少年愛對希臘人的重要性，認為雖然荷馬沒有明確說明，但受過教育的人應該能夠讀明白。 “雖然（荷馬）常從各種角度提及阿基里斯和帕特洛克勒斯，但他隱藏了他們的愛，不願給他們的友誼下定義，他這樣表達他們的偉大的感情，因為他的聽眾是受過教育的人。 “大多數古代作家（其中最具影響力的埃斯庫羅斯，普魯塔克，Theocritus，Martial和Lucian）也都遵循Aeschines的思想。
根據William A. Percy III的說法，有一些學者，比如Bernard Sergent，他們認為在荷馬的愛奧尼亞文化中存在一種同性戀，而這種同性戀並沒有採取後來少年愛的形式。 然而，Sergent和其他人則認為少年愛是存在的，但它沒有反映到荷馬的作品中。 Sergent斷言，儀式化的男人和少年關係在史前時代就已經廣泛傳播到歐洲。
亞里達古斯在公元前200年左右試圖重編荷馬的文本。亞里達古斯相信荷馬並不打算讓這兩個人成為戀人。雖然，他同意“唯有我們二人”段落確實暗示了一種愛情關係，但他爭論這是後人臆想的。
當亞歷山大大帝和他的親密朋友赫菲斯提安在他們的東征中穿過特洛伊城時，亞歷山大在整個軍隊面前祭奠了阿基里斯和帕特洛克勒斯的墳墓，並將其視為他們自己友誼的明確宣告。合葬墓和亞歷山大的行動證明了當時（公元前334年左右）人们对于阿基里斯和帕特洛克勒斯重要關係的认识。 